# Leptotarsus nahuelbutae
Leptotarsus nahuelbutae är en tvåvingeart som först beskrevs av Alexander 1945.  Leptotarsus nahuelbutae ingår i släktet Leptotarsus och familjen storharkrankar. Inga underarter finns listade i Catalogue of Life.